# Jacques Noyer

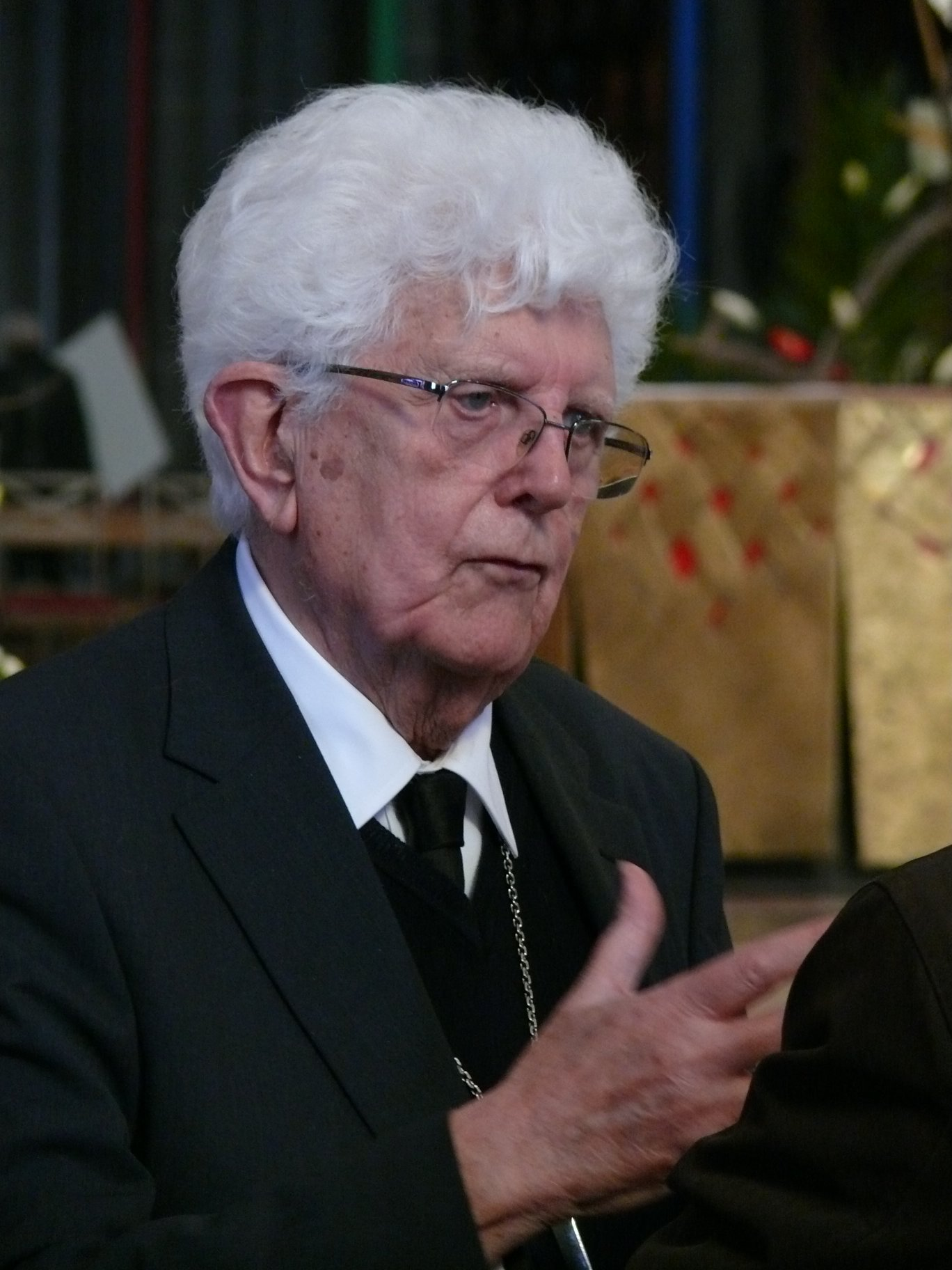
Jacques Noyer in Lille (2014)

Jacques Moïse Eugène Noyer (* 17. April 1927 in Le Touquet-Paris-Plage, Département Pas-de-Calais; † 2. Juni 2020 ebenda) war ein französischer Geistlicher, Theologe und römisch-katholischer Bischof von Amiens.

## Leben
Jacques Noyer war der Sohn einer Familie, die eine Wäscherei in Le Touquet betrieb. Er studierte zunächst Literaturwissenschaften an der Universität Lille, anschließend Philosophie und Theologie am Großen Seminar in Arras sowie von 1950 bis 1952 an der Päpstlichen Universität Gregoriana. Am 2. Juli 1950 empfing er die Priesterweihe. Er war Priester in Boulogne-sur-Mer und dann Pfarrer der Pfarrei Le Touquet-Paris-Plage. Von 1952 bis 1963 war er Professor für Philosophie an der Institution Haffreingue de Boulogne-sur-Mer. Von 1963 bis 1970 hatte er im Bistum Arras das Rektoramt des Priesterseminars inne. Anschließend war er bis 1976 Bischofsvikar für Bildungsfragen. Von 1976 bis 1987 war er Dekan in seiner Heimatstadt Le Touquet-Paris-Plage.
Papst Johannes Paul II. ernannte ihn am 31. Oktober 1987 zum Bischof von Amiens. Die Bischofsweihe in der Kathedrale von Amiens spendete ihm der Bischof von Arras, Henri Derouet, am 13. Dezember desselben Jahres; Mitkonsekratoren waren Jacques Ménager, Erzbischof von Reims, und Gérard Huyghe, emeritierter Bischof von Arras. 
Innerhalb der Bischofskonferenz von Frankreich war Noyer von 1994 bis 2003 Präsident des Bischofskomitees für Tourismus und Freizeit. Er war darüber hinaus von 1995 bis 2004 Mitglied des Päpstlichen Rates der Seelsorge für die Migranten und Menschen unterwegs.
Am 10. März 2003 nahm Johannes Paul II. sein aus Altersgründen vorgebrachtes Rücktrittsgesuch an. Jacques Noyer starb im Juni 2020 im Alter von 93 Jahren an den Folgen einer Operation in seiner Heimatstadt Le Touquet. Er war Mitglied der Société académique du Touquet-Paris-Plage und seit 1993 Ritter der Ehrenlegion.

## Schriften
- Quand la télévision donne la parole au public : la médiation de l'information dans l'Hebdo du Médiateur, éditions Presses universitaires du Septentrion, 2009, ISBN 978-2-75740-102-6
- Médias et territoires : l'espace public entre communication et imaginaire territorial, éditions Presses universitaires du Septentrion, 2013, ISBN 978-2-75740-594-9
- Dire Dieu autrement : homélies au fil de l'an, éditions Salvator, 2016, ISBN 978-2-70671-448-1
- À l'ombre du vieux noyer : libres pensées d'un cyber-évêque, éditions Médiaspaul, 2017, ISBN 978-2-71221-465-4

In Zusammenarbeit mit der Société académique du Touquet-Paris-Plage:
- Conférence d'une centenaire, l'église Sainte Jeanne d'Arc (mémoires de la Société académique du Touquet-Paris-Plage 2011-2013), Imprimerie Henry 62170 Montreuil, ISSN 1273-6384
- De Cucq à Paris-Plage en passant par la Russie, itinéraire surprenant d'un enfant de Cucq, Joseph Water (1876 - 1968) (mémoires de la Société académique du Touquet-Paris-Plage 2011-2013), Imprimerie Henry 62170 Montreuil, ISSN 1273-6384
- Comment le Touquet-Paris-Plage est devenu républicain mémoires de la Société académique du Touquet-Paris-Plage 2014-2016, Imprimerie Henry 62170 (mémoires de la Société académique du Touquet-Paris-Plage 2014-2016), Imprimerie Henry 62170 Montreuil, ISSN 1273-6384
- Le Touquet-Paris-Plage en 1944 (mémoires de la Société académique du Touquet-Paris-Plage 2014-2016), Imprimerie Henry 62170 Montreuil, ISSN 1273-6384